# Isabell Klein
Isabell Klein (født Nagel, d. 28. Juni 1984 i Oberschleißheim) er en tysk tidligere håndboldspiller, som sidst spillede for Nantes Handball og det tyske landshold. Hun deltog under VM i håndbold 2011 i Brasilien.
Hun er gift med håndboldspilleren Dominik Klein, som spiller i HBC Nantes.